# Belagerung von Fredericia
Die Belagerung von Fredericia in Dänemark durch die schleswig-holsteinische Armee begann am 9. Mai 1849 und endete am 6. Juli 1849 mit einer Ausbruchssschlacht durch die dänischen Verteidiger.
Die Belagerung war Teil der Schleswig-Holsteinischen Erhebung, der politischen und militärischen Auseinandersetzung der deutschen Nationalbewegung in den Herzogtümern Schleswig und Holstein mit dem Königreich Dänemark, die Dänemark trotz der Unterstützung der der Schleswig-Holsteiner durch weitere deutsche Bundesstaaten schließlich für sich entscheiden konnte.

## Hintergrund
Nach der Kündigung des Waffenstillstands von Malmö am 22. Februar durch Dänemark flammte der Krieg im April 1849 wieder auf. Die Provisorische Zentralgewalt der Frankfurter Nationalversammlung setzte im März 1849 eine Statthalter-Regierung ein und führte den Krieg weiter, wobei die Ausführung in erster Linie in preußischen Händen lag. Es taten sich auch die Fürsten Thüringens hervor. Nach dem Gefecht bei Eckernförde am 5. April 1849 und den Gefechten bei Kolding am 20. und 23. April 1849 erfolgte der deutsche Vorstoß nach Dänemark hinein.
Auf der Seite des deutschen Bundes standen dem preußischen General Prittwitz insgesamt 61.000 Mann zur Verfügung, davon 46.000 deutsche kaiserliche Truppen in drei Divisionen, eine kursächsisch-bayerische (1. Division), eine hannoversche (2. Division), eine preußische (3. Division) und die von General Eduard von Bonin geführte schleswig-holsteinische Armee mit 16.000 Mann.

### Der Rückzug der dänischen Armee nach Nordjütland
Die dänische Armee bestand nur noch aus 41.000 Mann und musste sich aufgrund der Übermacht nach Alsen und Fredericia zurückziehen. Der Rückzug war notwendig, um die wichtigsten Gebiete Dänemarks verteidigen zu können. Die Dänen wollten den nördlichen Teil Jütlands schützen und sowohl Alsen mit einem Brückenkopf bei Sundeved (Düppel als auch Fünen mit einem Brückenkopf bei Fredericia verteidigen. Die deutsch-schleswig-holsteinische Armee musste den Bewegungen der dänischen Armee folgen, wenn sie Jütland besetzen und gleichzeitig die Nachschublinien offen halten wollte.
Gemäß des dänischen Plans zog sich General De Meza mit etwa 15.000 Mann nach Als zurück, das nur durch eine schmale Meerenge von Jütland getrennt ist. Der Brückenkopf bei Sundeved wurde in der Folge von den Deutschen besetzt. Um hier der Bedrohung seiner Nachschublinien entgegenzuwirken, ließ General Prittwitz 20.000 deutsche Reichssoldaten dort zurück. Der Rest der deutsch-schleswig-holsteinischen Armee folgte der sich zurückziehenden dänischen Armee. In der befestigten Stadt Fredericia ließen die Dänen eine weitere Garnison von 7000 Mann unter dem dänischen Oberst Lunding sowie eine Reserve auf Fünen zurück. Hier erhielt General Bonin mit seinen schleswig-holsteinischen Truppen den Auftrag, die Dänen an einem Angriff von der Festung Fredericia aus zu hindern, was die Flanke der deutschen Armee hätte bedrohen können.
General Rye lockte die verbliebene deutsche Streitmacht durch Ausweichmanöver weiter nach Jütland und gelangte schließlich auf die Halbinsel Helgenæs südlich von Mols.
Die Dänen hatten in dieser Situation alle Vorteile, da die deutsch-schleswig-holsteinische Armee nunmehr in drei Teile gespalten war, die mehrere Tagesmärsche voneinander entfernt lagen. Mit Hilfe ihrer Marine war es den Dänen möglich, ihre einzelnen Kontingente schnell zu verlegen und den Hauptteil der Armee gegen den Teil der deutschen Truppen zu konzentrieren, der für sie vorteilhaft schien.

### Die Festung Fredericia

Fredericia mit Befestigungsanlagen (ca. 1900).

Fredericia liegt an der Süd- und Ostküste Jütlands und ist östlich und südlich vom dort recht schmalen Kleinen Belt umgeben. Die Entfernung von Fredericia zum Fährhafen Strib auf Fünen beträgt nur etwa 1300 Meter. Die Befestigungen bestanden aus einem Wall mit neun Bastionen und einem zehn Meter breiten und fünf Meter tiefen Graben. Kommandant der Anfang 1849 7000 Mann starken Garnison war Oberst Lunding.
Die Festung Fredericia war bei Kriegsbeginn 1848 noch in schlechtem Zustand und die militärische Ausrüstung war veraltet. An mehreren Stellen auf dem Wall fehlten Erdbefestigungen, es gab zu wenig Platz, um Kanonen aufzustellen, und zu wenige Soldaten. Dies führte dazu, dass Fredericia im ersten Kriegsjahr von den schleswig-holsteinischen Truppen unter der Führung des preußischen Generals Wrangel kurzzeitig eingenommen werden konnte.
Über den Winter, etwa ab Februar 1849, begann man, Fredericia wieder verteidigungsfähig zu machen. Dies geschah mit Hilfe der Arbeiter und Soldaten der Stadt unter der Leitung des Festungskommandanten Lunding. 30 Batterien und Schützengräben wurden angelegt und die alten Schanzen wurden verstärkt. Die alte Artillerie wurde ausgetauscht und neue Artillerie wurde angeschafft. Außerdem wurden ein neuer Wall und ein Graben angelegt.

## Die Belagerung

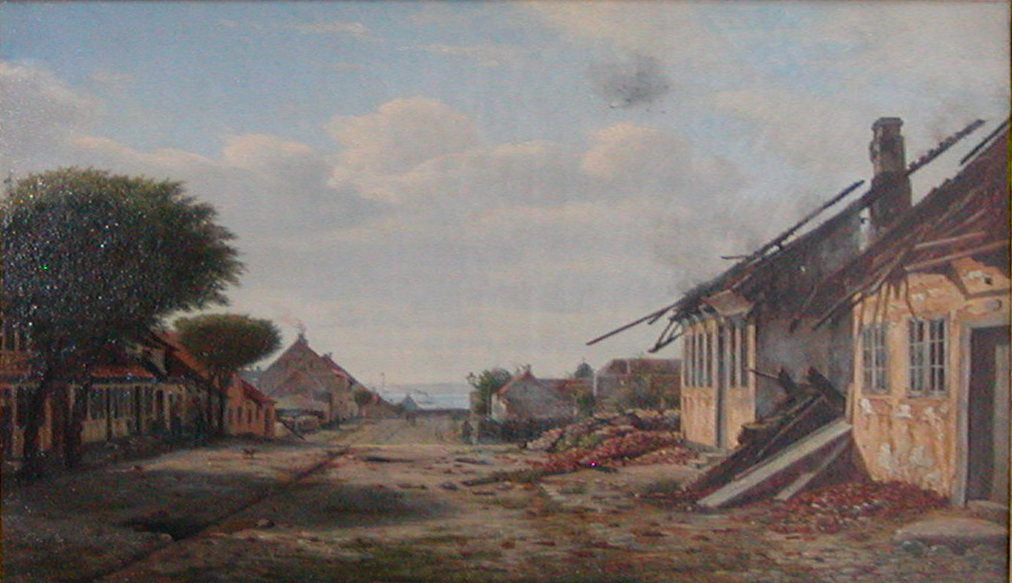
Fredericia unter Belagerung. Ölbild von C.O Zeuthen (1850).

Fredericia wurde ab dem 9. Mai 1849 von der schleswig-holsteinischen Armee unter General Bonin belagert.
Die Belagerer errichteten zunächst vier Schanzen (Nr. 1–4), deren Zweck es war, von dort aus die Stadt zu beschießen und die schleswig-holsteinische Armee gleichzeitig vor einem Ausbruch der Garnison zu schützen. Am 13. Mai gelang der Garnison ein solcher erster Ausbruch, um den Bau von Schanze 3 zu verhindern. Der Angriff wurde jedoch abgewiesen und die Schanze am 15. Mai fertiggestellt. Ab dem 16. Mai um 5 Uhr morgens beschoss die schleswig-holsteinische Armee die Stadt zunächst vier Tage lang. Die ersten Schüsse wurden vom ersten Schanzenwerk, an der sog. Prinzen-Bastion, abgegeben. Die Bevölkerung wurde zum Teil nach Fünen evakuiert.
Vier der am dichtesten besiedelten Stadtteile wurden getroffen und 427 Häuser zerstört. Da das Feuer jedoch schnell gelöscht wurde und die Innenstadt außerhalb der Wälle nicht einsehbar war, schätzte General Bonin die Schäden an der Stadt als unbedeutend ein.
Die Schleswig-Holsteiner hatten die Stadt bis dahin allerdings nicht vollständig abgeschnitten. Die dänische Garnison konnte daher mehrmals durch auf Fünen stationierte Truppen abgelöst werden. Bonin beschloss daraufhin, den Zugang zwischen Fredericia und Fünen zu sperren und ordnete er den Bau zweier weiterer Schanzen in Strandnähe nördlich der Festung – Schanze Nr. 5 (Treldeskansen, deutsch: Trelde-Schanze) und Schanze Nr. 6 (die nie fertiggestellt wurde), an. Von diesen Schanzen sollte die Seeverbindung nach Fünen wirksam unterbrochen werden, was allerdings nicht gelang. Wegen der auseinandergezogenen Aufstellung und der verhältnismäßig geringen Truppenstärke der Schleswig-Holsteiner konnte keine Tiefe in der Aufstellung und bei den Artillerie-Besatzungen erreicht werden.
In der Folge herrschte während des gesamten Monats Juni eine Art inoffizieller Waffenruhe, da es Bonin untersagt worden war, die Stadt anzugreifen. Die Schleswig Holsteiner sollten lediglich Offensivaktionen der Dänen aus der Festung heraus verhindern.

### Ausfall am 30. Juni
Am 30. Juni 1849 ließ Festungskommandant Lunding auf dänischer Seite einen Scheinangriff durchführen. Der Ausfall fand kurz nach 15 Uhr am Nachmittag statt, als die Truppen aus den Festungstoren und über die Wälle ausrückten. Die Kämpfe dauerten etwa zwei Stunden, danach zogen sich die dänischen Truppen zurück.
Anfang Juli nahm Bonin das Bombardement der Stadt wieder auf. Es gab Schäden und Tote unter den Zivilisten. Oberst Lunding bat daher seine Vorgesetzten, einen Ausbruch nicht mehr lange hinauszuzögern.

## Ausfall aus der Stadt

### Vorbereitungen
Am 4. Juli 1849 wurde im Pfarrhaus von Vejlby auf Fünen ein Kriegsrat abgehalten, an dem alle dänischen Oberkommandierenden teilnahmen. Verschiedene Angriffsszenarien wurden besprochen, um den Feind bei Fredericia zu schlagen. Letztlich erhielt General Frederik Rudbek Henrik von Bülow, unter dessen Oberbefehl die dänischen Truppen standen, die Zustimmung für seinen Plan eines gemeinsamen Ausfalls aus der Festung.
Bis in die Tage vor dem 6. Juli befanden sich allerdings nur rund 5000 dänische Soldaten in Fredericia. Viel zu wenige im Vergleich zu den rund 14.000 schleswig-holsteinischen Soldaten, die die Festungsstadt außerhalb der Stadtmauern Fredericias eingeschlossen hatten.
In den Tagen vor dem 6. Juli gelang es den Dänen, unbemerkt vom Feind, rund 20.000 Soldaten über Fünen in die Festungsstadt zu transportieren.
Generalmajor Rye brachte mit Hilfe der dänischen Marine 4000 seiner Soldaten aus Helgenæs zunächst nach Fünen. Generalmajor de Meza unternahm ein ähnliches Manöver mit 5000 Mann seiner Truppen aus Alsen.
Von hier aus wurden die Truppen von Strib bei Middelfart den kurzen Weg über den Kleinen Belt nach Fredericia transportiert, wo sie innerhalb der Stadtmauern - also mitten in der Stadt und außer Sichtweite der Schleswig-Holsteiner - an Land gingen.
Bülow wurde am Abend des 5. Juli ebenfalls mit seinem Stab nach Fredericia verlegt, um einen letzten Kriegsrat im Haus des Festungskommandanten abzuhalten. In den Straßen von Fredericia und entlang des Oststrandes standen nun etwa 20.000 Soldaten bereit, um den Ausfall auszuführen.

### Planung des Angriffs
De Mezas 6. Brigade bildete die Vorhut. Sie stand bereit, als Erste auf das Schlachtfeld vorzurücken, mit dem Auftrag, einen etwa einen Kilometer breiten Korridor im Gelände zwischen Egeskovvej und der Treldevej-Schanze zu besetzen und zu halten.
Schleppegrells 3. Brigade war im nordwestlichen Teil der Stadt aufgestellt und sollte die zweite Linie bilden und demnach nach der Avantgarde auf das Schlachtfeld vorrücken. Schleppegrell sollte dann eine Schwenkung nach Westen durchführen, um den Feind in der Flanke anzugreifen.
Ryes 5. Brigade war entlang des Oststrandes aufgestellt und hatte den Auftrag, am Strand entlang vorzurücken, die Küstenstellungen am Hyby Fælled inklusive der Trelde-Schanze, zu erobern und weiter in Richtung Kirstinebjerg Skov vorzustoßen.
Moltkes 4. Brigade befand sich im südwestlichen Teil der Stadt und bildete die Reserve.
Gleichzeitig sollten zwei Flotten mit jeweils 22 Schiffen (jeweils 1 Dampfer, 4 Kanonenboote, 5 Transporter und 12 Segelschiffe) nördlich und südlich von Fredericia Truppenanlandungen durchführen, um feindliche Truppen zu täuschen und zu binden.
Die Schlacht hätte am 5. Juli beginnen sollen, doch eine der dänischen Brigaden erhielt ihren Befehl nicht rechtzeitig. Stattdessen wurde vorgeschlagen, dass die Armee am 6. Juli um 1:00 Uhr angreifen sollte. Dies war eine für die Dänen glückliche Entscheidung, da die gesamte schleswig-holsteinische Armee am 5. Juli den ganzen Tag in den Erdwerken auf einen Angriff gewartet hatte, der nicht erfolgte. Als sich die dänischen Truppen in der Nacht zum 6. Juli zum Angriff aufstellten, schliefen die schleswig-holsteinischen Truppen in ihren Lagern.
Das Wetter hatte von kalt und regnerisch zu warm und windstill mit klarem Himmel gewechselt. Dichter Nebel verbarg die Bewegungen der dänischen Truppen, während sie sich bewegten. Stroh auf den Straßen und das Rauschen des Windes dämpften den Lärm zusätzlich, den sie auf ihrem Weg durch Fredericia verursachten, sodass ihr Aufmarsch nicht entdeckt wurde.

### Die Ausfallschlacht am 6. Juli
Die Schlacht begann am 6. Juli um 1:00 Uhr. Die Vorhut unter General De Meza rückte in der Mitte durch das Königs- und das Poterne-Tor vor und griff die Schanzen Nr. 3 und 4 sowie die nahegelegene Mörserbatterie im Nordwesten an. Sie deckte auch das offene Gebiet zwischen den Schanzen 4 und 5 ab. Sie eroberten Schanze Nr. 4 und die Mörserbatterie, und die Pioniere begannen sofort mit der Zerstörung. Doch vor Schanze 3, die von einem kleinen Teil des schleswig-holsteinischen 4. Jägerkorps unter ihrem Kommandeur Major Schmidt verteidigt wurde, geriet der Angriff ins Stocken. 

#### Der Kampf an derTrelde Schanze

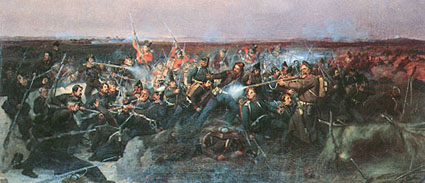
Der Kampf an der Treldeskansen

Der Plan sah vor, dass die dänische 5. Brigade unter General Olav Rye auf dem rechten Flügel nach Norden zum Übergang am Rands Fjord vorrücken sollte, um einen Rückzug der Schleswig-Holsteiner oder die Ankunft von Verstärkungen auf diesem Weg zu verhindern. Doch bevor sie dieses Ziel erreichen konnten, mussten seine Truppen die stärkste Schanze der Schleswig-Holsteiner einnehmen – die sog. Treldeskansen (deS: Trelde-Schanze, die fünfte Redoute). Die Stärke dieser Befestigung wurde von den Dänen deutlich unterschätzt.
Rye wies zwei seiner fünf Bataillone an, die Treldeskansen zu umgehen, um schleswig-holsteinische Verstärkungen daran zu hindern, dorthin zu gelangen. Die übrigen Bataillone seiner Brigade griffen die Redoute an, unterstützt von den Batterien „Marcussen“ und „Meincke“. Rye, der vorrücken wollte, um den Angriff besser beobachten zu können, ritt zu Pferd ohne Eskorte auf die Redoute zu. Sein Pferd wurde getötet, und er eilte zu Fuß zur Batterie „Marcussen“, wo er ein neues Pferd holte. Als er mit einer Kompanie des 4. Reservebataillons nördlich der Treldeskansen ritt, wurde auch sein neues Pferd erschossen. Gegen 3:00 Uhr, als er seine Männer wie gewohnt von der Front führte, erlitt er einen Schuss in den Oberschenkel und den Unterleib und erlag kurz darauf seinen Verletzungen.
Die Kämpfe an der Treldeskansen waren nun in eine Pattsituation geraten, doch die Verstärkung der dänischen Truppen durch das 8. Bataillon der (Reserve-)Brigade Moltke und die Halbbatterie „Tillisch“ führte bis 4:00 Uhr zur Einnahme der Schanze und zur Gefangennahme von 300 gegnerischen Soldaten. Major Stuckradt, Kommandeur der schleswig-holsteinischen 1. Brigade, die sich an Bonins linker Flanke befand, beschloss zunächst, seine Truppen über den Randsfjord nach Egeskov zurückzuziehen. Als er jedoch erfuhr, dass dänische Kanonenboote den Fjord bewachten, befahl er seiner Formation, in Richtung Bredstrup vorzurücken.

#### Weitere Kämpfe im Nordwesten
Inzwischen formierte Bonin im Nordwesten einen Gegenangriff mit dem 6. Bataillon aus dem Westen, dem 8. Bataillon aus dem Norden und einer Kompanie des 7. Bataillons aus der zweiten Redoute starteten, um den Truppen De Mezas entgegenzutreten.
Das dänische 2. Leichte Bataillon und das 2. Jägerkorps gerieten ins Wanken und zogen sich zurück, und die Zerstörung der Erdwälle hörte auf. General Bonin befahl den letzten schleswig-holsteinischen Reserven der 2. Brigade (8. Bataillon), den Angriff weiter vorwärts fortzusetzen. Er hoffte, dass nicht alle dänischen Angreifer die Festung durch die wenigen engen Tore verlassen hatten, doch er irrte sich.
Die dänische Schleppegrell-Brigade, die auf dem linken Flügel eingesetzt war, startete einen Gegenangriff gegen das Bataillon. Der erste dänische Angriff auf das Bataillon wurde abgewehrt, und während sie sich auf einen weiteren vorbereiteten, ging die Sonne auf.
General Bonin konnte nun erstmals das Schlachtfeld überblicken und erkannte, dass seine linke Flanke (1. Brigade) geschlagen und auf der Flucht war. Um den Rest seines Korps zu retten, befahl er einen allgemeinen Rückzug nach Stoutrup. Als Schleppegrells Brigade zum zweiten Mal angriff, waren die Schleswig-Holsteiner bereits auf dem Rückzug, und die Dänen nahmen die Verfolgung auf.

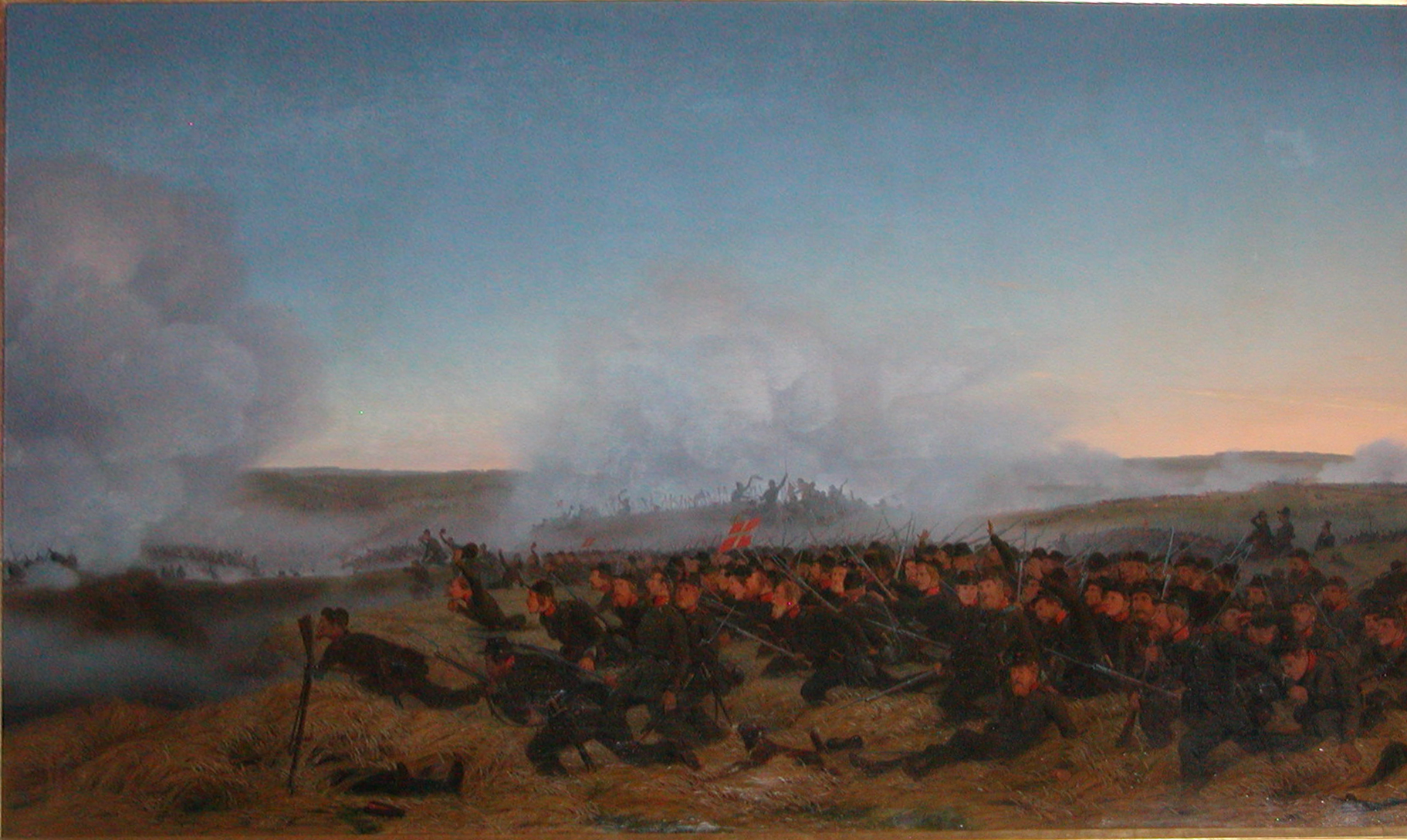
Schlacht bei Fredericia, unbekannter Künstler.

De Meza verfolgte die zurückweichenden Schleswig-Holsteiner mit der dänischen Vorhut in Richtung Egum und Stallerup und blockierte den Rückzug der 1. Brigade, wobei er 750 Gefangene machte. Der linke Flügel der schleswig-holsteinischen Armee wurde schwer getroffen, und das Gebiet zwischen der Stadt und dem Randsfjord war nun frei von schleswig-holsteinischen Truppen. Inzwischen eroberte die Brigade Schleppegrells, unterstützt von zwei Kompanien des 6. Reservebataillons, die erste und zweite Schanze. Um den Rückzug zu decken, versuchte der rechte Flügel Schleswig-Holsteins, die dänischen Truppen bei Stoutrup mit zwei Bataillonen zu bekämpfen, wurde jedoch vom dänischen 3. Jägerkorps des 3. Bataillons zum Rückzug gezwungen. Östlich von Stoutrup befand sich der schleswig-holsteinische Artilleriepark mit 186 Wagen,31 Geschützen, 2500 Gewehren und große Vorräte an Munition und Verpflegung, die in dänische Hände fielen. 
Um 9:00 Uhr waren die Hauptkämpfe beendet. Die linke Flanke Schleswig-Holsteins war nahezu verschwunden. Laut General Bonins offiziellem Bericht nach der Schlacht konnte die 1. Brigade nur noch 1242 der ursprünglich 5000 Mann aufbieten. Bonin sammelte seine Truppen westlich der Nebel-Au, von wo diese gegen 11:00 weiter nach Veilje abrückten, wo sie gegen 16:00 eintrafen.

## Nachwirkungen
Die Dänen brachen ihre Verfolgung am Elbo-Tal westlich von Fredericia ab. Sie hatten 1892 Tote, Verwundete und Gefangene zu beklagen, während die Schleswig-Holsteiner Verluste in Höhe von 2995 Mann erlitten. Trotz der höheren Zahl an Gefallenen errang Dänemark einen Sieg über Schleswig-Holstein. Dies lag zum Teil daran, dass die einfachen Soldaten in der Nachtschlacht, in der taktische Manöver schwierig waren, Kampfgeist zeigten, und zum Teil daran, dass es der Marine gelang, rechtzeitig Verstärkung zu transportieren.
Der dänische Sieg markierte einen militärischen und letztlich auch politischen Wendepunkt im Krieg. Preußen schloss unter dem Druck Großbritanniens und Russlands in der Folge am 10. Juli 1849 einen Waffenstillstand und im Namen des Deutschen Bundes und im folgenden Jahr einen Sonderfrieden mit Dänemark. Alle deutschen Truppen hatten folgerichtig Dänemark bis zum 25. August verlassen. Die Kämpfe zwischen dänischen und schleswig holsteinischen Truppen pausierten ebenso und wurden erst etwa ein Jahr später wieder aufgenommen, als sich am 24. und 25. Juli 1850 27.000 deutsche und 37.000 dänische Soldaten in der Schlacht bei Idstedt gegenüberstanden.

## Galerie

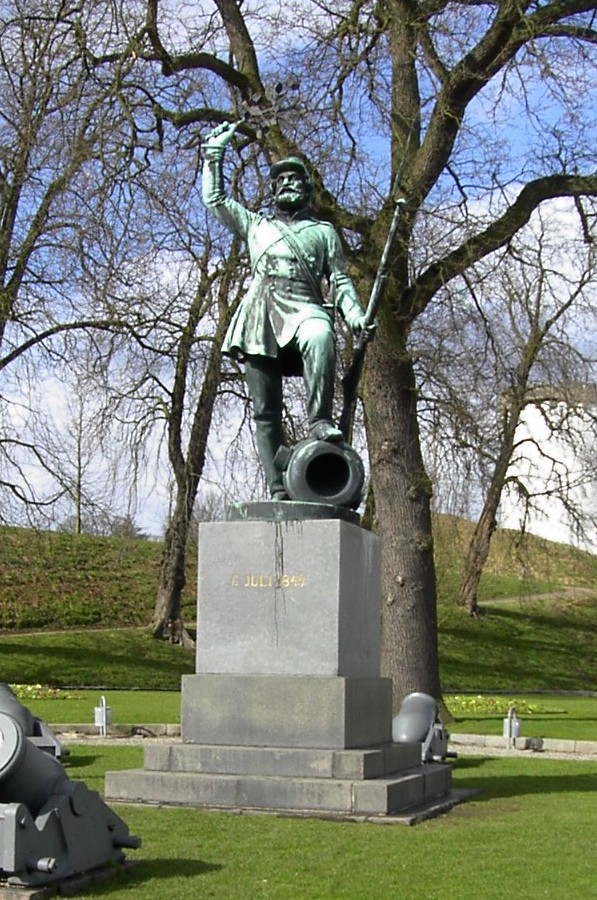
Die Statue „Landsoldaten“ des Bildhauers Herman Wilhelm Bissen
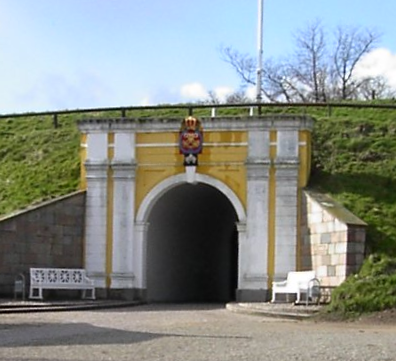
Das Prinzen-Tor, früher das Haupttor der Stadt aus der Zeit um 1660